# なぞの転校生
『なぞの転校生』（なぞのてんこうせい） は、眉村卓のSFジュブナイル小説 （1967年刊）。『中学二年コース』（学習研究社）1965年から『中学三年コース』1966年4月号に連載、盛光社「ジュニアSF」シリーズ第6巻として1967年に刊行された。中学校にやってきた謎めいた転校生の秘密と巻き起こす事件をめぐる学園SFで、眉村のジュブナイル小説の代表作の一つ。
およびそれを原作とする映画・ドラマなどの作品。NHK総合テレビジョン「少年ドラマシリーズ」で1975年に、テレビ東京「ドラマ24」で2014年にテレビドラマ化。小中和哉監督、新山千春主演で1998年に映画化された。

## 執筆背景
学研の『中学二年コース』に1965年から連載開始された。当時、旺文社の『中一時代』（後に『中二時代』へ持ち上がり）で連載されていた光瀬龍の『夕映え作戦』が好評だったことを受けて、学研でもSFを連載しようという運びになり、福島正実の紹介で眉村に依頼が来たらしい。当時の日本はSFの草創期であり、眉村のような若手の書き手には仕事がなく、SFを知らない中学生を対象に自由にSFが書けるとあり、すぐに引き受けたという。中学2年生が読者であることを考慮し、「学園を舞台に」という編集部の要請を受け、当時眉村が住んでいた団地（阪南団地）と母校（阪南中学）をモデルにして執筆することになった。タイトルは当初「白い旋風（つむじかぜ）」とするつもりだったが、編集部から「文芸的すぎる」「（子供向けに）具体的で分かり易く」と即座に却下され、編集部がほとんど一方的に「なぞの転校生」と改題した。当時はセンスのないタイトルに肩を落としたが、連載誌との兼ね合いを考えれば「なぞの転校生」が正しかったと後年になって述べている。連載は好評で、最終回直前に編集部から連載の延長と次学年への持ち上がりを要請され、抗議も通らず、「話をもう一度飛躍させてやれ」と思い直し、3回延長され、そこでまた人気が上がったという。
最終回が掲載されたのは『中学三年コース』の1966年4月号だった。
少年少女向きの物語だが、核戦争や科学の進歩の功罪など深いテーマを扱っている。

## ストーリー
大阪の進学校として有名な阿南中学校。主人公の岩田広一は、その2年3組の人気者でリーダー格の生徒だった。
ある日曜日、広一の住む団地の隣の部屋に、いつの間にか人が越してきた気配があった。いぶかしんだ広一が様子を窺っていると、ギリシャ彫刻を思わせるような美少年、 山沢典夫に声をかけられる。彼の存在感に圧倒された広一は、覗き見していたきまり悪さも手伝って、半ば逃げだすようにエレベーターに乗り込むが、用があったのか典夫も同じエレベーターに乗り込んでくる。直後、偶然の停電でエレベーターは一時停止。すると典夫は小型のレーザーのような道具を使って扉を溶かそうとし、広一はその過剰な慌てぶりと行動に不審を抱く。
翌日、典夫は広一のクラスに転入してくる。美少年なうえに勉強もスポーツも万能な典夫は、やがて広一以上の人気者となっていく。しかし文明への批判を口にし、雨が降れば放射能が含まれていると言って極端に恐れるなど、次第にその言動と行動には周囲との違和感が目立ち始める。そして、体育祭のリレー競技中に、典夫はジェット機の爆音を聞いて逃げ出すという奇行を見せるが、奇妙な事に、彼と同じ日に転校してきたほか数人の生徒も、同じ行動をとっていた。
やがて、大阪の他の小中高校で、同じ日に東京から転校してきた生徒たちが、似たような騒ぎを起こしていることが判明する。彼らは一様にギリシャ彫刻を思わせる美貌と、万能ぶりを兼ね備えており、マスコミに「天才少年少女事件」として報道された。騒ぎが大きくなる中、典夫とその家族たちは、広一たちについにその秘密を打ち明ける。

## 登場人物
岩田広一
この物語の主人公で大阪の阿南中学校に通う運動好きの2年生の少年。やがて転校生典夫の正体に疑問を抱くようになる。
香川みどり
広一のクラスメートで、卓球の達人。やがて転校生典夫に好意を抱くようになる。
山沢典夫
広一やみどりのクラスに転校してきた謎めいた少年。美形の上に成績優秀でスポーツなど何事にもずば抜けているが科学の文明を嫌悪している。
大谷先生
広一やみどりのクラスの担任で、生徒達のことを温かく見守っている。担当科目は理科。

## 書誌情報
- 1967年に鶴書房盛光社から「ジュニアSF」シリーズの第6巻として刊行される[注 2]。
- 1975年には角川文庫からも刊行され、解説は漫画家の手塚治虫が書いている（角川スニーカー文庫版も含め）。
- 1980年には秋元書房からも刊行される。
- 1998年に角川文庫からではなく角川スニーカー文庫からの刊行になった。
- 2004年に講談社青い鳥文庫から復刊され、絵は緒方剛志が描いている。
- 2013年に青い鳥文庫ではなく講談社文庫からの刊行になった。
- 2019年に青い鳥文庫からイラストを替えた新装版が刊行され、絵はれい亜が描いている。

## テレビドラマ

### NHK『少年ドラマシリーズ』版
1975年11月17日から12月3日に当時人気のあったNHK「少年ドラマシリーズ」の1作としてNHK総合テレビジョンにて月曜から水曜の18時5分から18時29分に放送された。全9話。内容は、原作とほぼ同じ。翌1976年12月27日から31日に再放送されている。

#### 映像の現存状況
NHKが所持していたマスターテープは他の撮影に使い回されたため、本作の映像は保存されていなかったが、家庭用VTRで録画された映像が全話現存し、NHKに寄贈され、NHKアーカイブスに保管されたため、再び視聴することが可能となった。VHS、のちにDVDで商品化（ソースが家庭用VTRである旨断りが入る）されたほか、2006年9月からミステリチャンネルにて再放送された。

#### キャスト（NHK）
- 岩田広一 - 高野浩幸
- 山沢典夫 - 星野利晴[6]
- 香川みどり - 伊豆田依子
- 平井 - 丸山久和
- 原田 - 黒田英彦
- 悦子 - 沢本弓
- 弘子 - 高沢加代子
- なぞの人々 - 永井譲滋（第3話・第5話 - 第7話・最終話）、山田兼司（第3話・第5話 - 第7話・最終話）、左手明美（第3話・第5話 - 第7話・最終話）、吉井康（第3話・第5話 - 第7話・最終話）、清水修（第3話・第5話・第6話）、船木浩之（第5話・第6話・最終話）、直井明美（第5話・第6話・最終話）、宮廻夏穂（第5話・第6話・最終話）
- 同級生 - 劇団いろは、劇団日本児童、劇団ひまわり
- エキストラ - 星プロ（第1話・第5話 - 第8話）、東芸（第8話）
- 中村先生 - 小池雄介（第3話・第6話 - 第8話）
- 広一の父 - 前田昌明
- 広一の母 - 高田敏江[7]
- 典夫の父 - 川辺久造（第5話 - 最終話）
- 大谷先生 - 岡田可愛

##### ゲスト（NHK）
第1話
- 主婦 - 木の島静子、紅林清子
- 管理人 - 菅沼赫（第6話・第7話）

第2話
- 上級生 - 吉田清一（第4話・第5話）、小見山靖弘（第4話・第5話）、見城貴信 （第4話・第5話）

第5話
- みどりの母 - 上野綾子

第6話
- 記者 - 須永慶、松本伊佐武（第7話・第8話）、笠井一彦（第7話・第8話）、福永典明（第7話・第8話）、佐治央都（第7話・第8話）
- 若い男 - 渡辺次雄
- 主婦 - 福島麻矢、松田真知子、吉田淳子
- 警官 - 神田正夫

第7話
- 校長先生 - 西国成男
- 警官 - 柿沼真二

#### スタッフ（NHK）
- 原作 - 眉村卓
- 演出 - 吉田治夫、黛叶
- 脚本 - 山根優一郎
- 音楽 - 池辺晋一郎
- 製作 - 荻原具佳

#### 放送日程（NHK）
| 放送回 | 放送日   | 演出          |
| ------ | -------- | ------------- |
| 第1回  | 11月17日 | 吉田治夫      |
| 第2回  | 11月18日 | 吉田治夫      |
| 第3回  | 11月19日 | 吉田治夫      |
| 第4回  | 11月24日 | 黛叶 吉田治夫 |
| 第5回  | 11月25日 | 黛叶 吉田治夫 |
| 第6回  | 11月26日 | 黛叶 吉田治夫 |
| 第7回  | 12月01日 | 黛叶          |
| 第8回  | 12月02日 | 黛叶          |
| 最終回 | 12月03日 | 黛叶          |

#### その他
- 撮影は、ロケは行わずに全てスタジオ内で撮影された。
- 当初は岩田広一役の高野浩幸が転校生山沢典夫の役を、山沢典夫役の星野利晴が岩田広一の役をやる予定だった。しかし、演出の黛叶が星野の方が転校生役にふさわしいと考え、役が入れ替わった。

#### 映像ソフト
- 2001年4月27日から5月25日にかけてアミューズソフトより全話収録のDVDが発売された[8][9]。全2巻。

| NHK総合テレビジョン 少年ドラマシリーズ       | NHK総合テレビジョン 少年ドラマシリーズ    | NHK総合テレビジョン 少年ドラマシリーズ      |
| 前番組                                       | 番組名                                    | 次番組                                      |
| -------------------------------------------- | ----------------------------------------- | ------------------------------------------- |
| すばらしき友人 （1975年10月20日 - 11月12日） | なぞの転校生 （1975年11月17日 - 12月3日） | ぼくのテムズ川 （1975年12月8日 - 12月17日） |

### テレビ東京『ドラマ24』版
2014年1月11日から3月29日まで毎週土曜日午前0:12 - 0:52（JST、金曜日深夜）に、テレビ東京系「ドラマ24」枠で放送された。中村蒼、本郷奏多、桜井美南のトリプル主演。
NHK少年ドラマシリーズで主人公の広一を演じた高野浩幸は、本作で広一の父、そして異次元であるD-15世界（NHK少年ドラマシリーズの世界に相当）の広一を演じている。このほかにも広一と典夫が別れる場所をNHK少年ドラマシリーズ版と同じく「団地の屋上」と設定するなど、オマージュと取れる部分がある。
なお本項目では日時表記は「未明」で記載し、提出された出典内容や公式サイトの表示とは異なる場合がある。
コラムニストの亀和田武も比類なき映像美と岩井俊二によって創出された、原作にはない「アイデンティカ」という設定を称賛し、またアンドロイド役の本郷奏多や元の世界にいた時の気品を崩さない「プリンセス」然とした杉咲花の好演を評価し、不朽のSF学園ドラマであると評した。

#### キャスト（ドラマ24）
詳細な人物説明は原作部分を参照。曖昧な役名の記載は週間番組表の番組ページ(第1話)、公式HPのキャストページから引用。

##### 東西山高等学校
2年3組
- 岩田広一（SF研究会部長） - 中村蒼
- 山沢典夫（転校生） - 本郷奏多
- 香川みどり（広一の幼馴染） - 桜井美南
- 大森健次郎 - 宮里駿
- 春日愛 - 宇野愛海
- 小川玲子 - 福地亜紗美
- 和田えみか - 岩崎優里菜
- 戸塚肇 - 川籠石駿平
- 丸山隼人 - 黒木辰哉

SF研究会部員
- 鈴木拓郎 - 戸塚純貴
- 太田くみ - 椎名琴音

不良グループ
- 鎌仲才蔵（3年生・リーダー格） - 葉山奨之
- 咲和子（1年生） - 樋井明日香

教員
- 大谷先生（2年3組担任・音楽科担当） - 京野ことみ
- 渡辺先生（理科物理担当） - 岡村洋一
- 源頼子（国語科古典担当） - 西牟田恵
- 戸田先生（英語科担当） - 夙川アトム
- 二階堂先生（体育科担当） - 加藤玲子
- 寺岡理事長 - 斉木しげる

生徒たちの家族
- 岩田亨（広一の父・サイエンスライター） - 高野浩幸
- 岩田君子（広一の母） - 濱田マリ
- 岩田あすか（広一の妹・享年7） - 立川杏湖
- みどりの姉 - 市川沙谷香
- 鎌仲龍三郎（才蔵の父・鎌仲商事会長） - 河原さぶ

##### D-8世界
王族
- アスカ（姫） - 杉咲花
- 王妃 - りりィ
- アゼガミ - 中野裕太
- スズシロ - 佐藤乃莉
- モノリス / DRS（機械音声） - 八雲ふみね

秘密組織
- 園田ツトム - 真山明大

洗脳者
- 江原正三（岩田家の隣人） - ミッキー・カーチス
- 冴木小次郎（鎌仲の舎弟） - 碓井将大
- 坂井銀次 - 金山一彦
- 伊達坂（医師） - 並樹史朗
- 前川克也 - 芹澤興人
- 熊井章太 - 篠原孝文
- 寿賀秀夫 - 大瀬誠

敵対組織
- ハーデス - 翁華栄

##### D-15世界
- 岩田広一（次元調査団隊長） - 高野浩幸（二役）
- みゆき（広一の娘） - 桜井美南（二役）
- その他 - 葉山奨之、宮里駿、宇野愛海（二役）

##### ゲスト
複数話・単話登場の場合は演者名の横の括弧（）内に表記。
第1話
- 高校の警備員 - 清水洋介
- お天気キャスター - 狩野恵里（テレビ東京アナウンサー）

第2話
- 根本肇 - 阿部翔平
- 田中（草野球の審判） - 増田俊樹
- 理事長の妻 - 滝本ゆに

第6話
- 麻酔医 - 早川知子（第7話 - 第9話）
- 看護師 - 山崎智恵（第7話 - 第9話）
- 笹井（鎌仲商事常務） - 野口雅弘
- 受付嬢 - 皆川舞

#### スタッフ（ドラマ24）
- 原作 - 眉村卓『なぞの転校生』（「青い鳥文庫」「講談社文庫」 / 講談社）[19]
- 企画プロデュース・脚本 - 岩井俊二[20]
- 音楽 - 桑原まこ
- 監督 - 長澤雅彦
- オープニングテーマ - 桜井美南「今かわるとき」（エイベックス・エンタテインメント）[21][22]
- エンディングテーマ - 清水翔太「DREAM」（MASTERSIX FOUNDATION）
- 劇中歌 - ヘクとパスカル「風が吹いてる」[注 4]
- 劇中曲 - フレデリック・ショパン「雨だれ Prelude Opus 28 Nr.15」、モーリス・ラヴェル「亡き王女のためのパヴァーヌ」、グスターヴ・ホルスト「惑星 金星、平和をもたらす者」
- 助監督 - 志賀共記
- オープニング演出 - 時川英之
- 撮影 - 神戸千木
- 美術 - 部谷京子
- 編集 - 岩井俊二、掛須秀一、伊藤潤一
- VFX / CGI - 田村茂男、木村仁、徳永修久、山角篤志、補永直樹、村木高明（BOOK）
- 整音 - 萬年沙織、戸田航(BOOK)
- 効果 - 秋山和恵
- アクションVFX - 棟方さくら、宮木ヨシオ（MOZOO）
- 医療監修 - 高本勝博
- 看護指導 - 山本理絵
- ピアノ指導 - 松永理恵子
- ピアノ手元吹替 - 滝澤俊輔
- 特別協賛 - ネスレ日本
- チーフプロデューサー - 中川順平
- プロデューサー - 川村庄子、水野昌
- ラインプロデューサー - 小田真由美
- アシスタントプロデューサー - 小松幸敏、田辺勇人
- 制作 - テレビ東京、Rockwell Eyes
- 製作著作 - 「なぞの転校生」製作委員会

#### 放送日程（テレビ東京）
| 放送回 | 放送日  | サブタイトル                                       |
| ------ | ------- | -------------------------------------------------- |
| 第1話  | 1月11日 | 狂い出す僕らの日常                                 |
| 第2話  | 1月18日 | あやしい隣人たち                                   |
| 第3話  | 1月25日 | 崩壊した世界からの使者                             |
| 第4話  | 2月01日 | 学校の支配者                                       |
| 第5話  | 2月08日 | 静かなる侵略                                       |
| 第6話  | 2月15日 | 異世界の王妃                                       |
| 第7話  | 2月22日 | パラレル・ワールドもう一人の自分                   |
| 第8話  | 3月01日 | もうひとりの転校生                                 |
| 第9話  | 3月08日 | きれいな雨                                         |
| 第10話 | 3月15日 | 最後の美しい日                                     |
| 第11話 | 3月22日 | 明かされた謎                                       |
| 第12話 | 3月29日 | 最終話・別れの時〜誰も想像できなかった衝撃の結末！ |

- 平均視聴率 2.9%[35]（視聴率はビデオリサーチ調べ、関東地区・世帯）

#### ネット局
| 放送対象地域   | 放送局                | 系列                          | 放送期間・曜日・時間    | 放送期間・曜日・時間       |
| -------------- | --------------------- | ----------------------------- | ----------------------- | -------------------------- |
| 関東広域圏     | テレビ東京 【制作局】 | テレビ東京系列                | 2014年1月11日 - 3月29日 | 土曜日 0:12 - 0:52         |
| 北海道         | テレビ北海道          | テレビ東京系列                | 2014年1月11日 - 3月29日 | 土曜日 0:12 - 0:52         |
| 愛知県         | テレビ愛知            | テレビ東京系列                | 2014年1月11日 - 3月29日 | 土曜日 0:12 - 0:52         |
| 岡山県・香川県 | テレビせとうち        | テレビ東京系列                | 2014年1月11日 - 3月29日 | 土曜日 0:12 - 0:52         |
| 福岡県         | TVQ九州放送           | テレビ東京系列                | 2014年1月11日 - 3月29日 | 土曜日 0:12 - 0:52         |
| 大阪府         | テレビ大阪            | テレビ東京系列                | 2014年1月13日 - 4月1日  | 月曜日 23:58 - 火曜日 0:40 |
| 奈良県         | 奈良テレビ            | JAITS                         | 2014年1月18日 - 4月5日  | 土曜日 0:30 - 1:05         |
| 長野県         | 信越放送              | TBS系列                       | 2014年2月1日 - 4月19日  | 土曜日 0:50 - 1:30         |
| 新潟県         | テレビ新潟            | 日本テレビ系列                | 2014年2月9日 - 4月27日  | 日曜日 1:25 - 2:05         |
| 山形県         | テレビユー山形        | TBS系列                       | 2014年2月21日 - 5月10日 | 土曜日 0:50 - 1:30         |
| 青森県         | 青森テレビ            | TBS系列                       | 2014年3月9日 - 5月24日  | 土曜日 0:20 - 1:00         |
| 福島県         | 福島中央テレビ        | 日本テレビ系列                | 2014年4月4日 - 6月20日  | 金曜日 1:29 - 2:09         |
| 日本全域       | BSジャパン            | テレビ東京系列 BSデジタル放送 | 2014年4月7日 - 6月30日  | 月曜日 0:00 - 0:35         |
| 宮城県         | 仙台放送              | フジテレビ系列                | 2014年4月11日 -         | 金曜日 0:45 - 1:25         |
| 滋賀県         | びわ湖放送            | JAITS                         | 2014年4月14日 -         | 月曜日 2:00 - 2:40         |
| 岩手県         | IBC岩手放送           | TBS系列                       | 2014年4月19日 - 7月4日  | 土曜日 0:55 - 1:35         |
| 熊本県         | くまもと県民テレビ    | 日本テレビ系列                | 2014年4月27日 - 7月21日 | 日曜日 1:00 - 1:40         |
| 石川県         | 北陸放送              | TBS系列                       | 2014年5月20日 -         | 火曜日 1:13 - 1:53         |
| 大分県         | 大分朝日放送          | テレビ朝日系列                | 2014年6月19日 - 8月12日 | 木曜日 1:50 - 2:30         |
| 鳥取県・島根県 | 日本海テレビ          | 日本テレビ系列                | 2014年6月28日 - 9月13日 | 土曜日 2:25 - 3:05         |

| テレビ東京 ドラマ24                       | テレビ東京 ドラマ24                      | テレビ東京 ドラマ24                                     |
| 前番組                                    | 番組名                                   | 次番組                                                  |
| ----------------------------------------- | ---------------------------------------- | ------------------------------------------------------- |
| 殺しの女王蜂 （2013年10月4日 - 12月20日） | なぞの転校生 （2014年1月11日 - 3月29日） | リバースエッジ 大川端探偵社 （2014年4月19日 - 7月12日） |

## 映画
バンダイビジュアルによって製作され1998年12月26日に公開された。タイトルと登場人物の名前は、原作と同じだが人物設定が異なっているなど内容は全く別の作品である。

### ストーリー（映画）
女子高生・香川翠（みどり）のクラスに謎めいた少女・岩瀬真祐未が転校して来た。翠は転校生・真祐未と親友になり、ある日、真祐未は、自分は別の世界から来た人間であり、自分のいた世界は核燃料を搭載した人工衛星の落下で崩壊し、母と次元ジャンプによって逃げてきたのだと翠に言った。その時、真祐未は次元ジャンプできる力を身につけてしまう。翠も次元ジャンプできる能力を得た。そして、頻繁に世界崩壊後の異次元世界に行き来し、そこで真祐未たちレジスタンスと共に、「敵」と戦うことになる。

### キャスト（映画）
- 香川翠（みどり） - 新山千春
- 岩瀬真祐未 - 佐藤康恵
- 岩田広一 - 妻夫木聡
- 山沢典夫 - 宝井誠明
- 大谷先生 - 小牧かやの
- 翠の父 - 並樹史朗
- 翠の母 - しみず霧子
- 科学者岸辺 - 堀内正美
- 鴻池医師 - 西田健
- 山東看護師 - 前沢保美
- 警備員A - 那波隆史
- 警備員B - 関剛
- キャスター - 村山明
- 里香 - 志村光代
- 実咲 - 谷口あゆみ
- 敦美 - 清水香里
- 陽子 - 清水真実
- 老人 - 金井大
- 老婆 - たうみあきこ
- 少女 - 田島穂奈美
- 患者 - 阿部能丸

### スタッフ（映画）
- 監督 - 小中和哉
- 脚本 - 村井さだゆき
- 原作 - 眉村卓
- 音楽 - 葛生千夏
- 照明 - 赤津淳一
- 録音 - 西岡正巳
- 美術 - 吉田直哉
- 助監督 - 小貫英樹、村田啓一郎、白石和彌
- 音響効果 - 福島音響
- デジタルエフェクト - 志岐善啓、吉原真生
- デジタルマットペイント＆CG - 木村俊幸
- タイトル - 島田プロダクション
- 現像 - 東京現像所
- プロデューサー - 杉山潔、今井朝幸、藤井恭